# Јакутски језик
Јакутски језик (јакут. саха тыла) је национални језик Јакута. Заједно са руским, представља један од два државна језика Републике Саха (Јакутија). Припада групи туркијских језика. Број изворних говорника, према попису од 2010, износи 450.140 људи, који живе углавном у Јакутији, затим у Иркутској и Магаданској области, те у Краснојарској и Хабаровској покрајини.
Јакутски језик се веома разликује од осталих из туркијске групе језика због историјске изолованости, те присуства језика непознатог поријекла (највјероватније палео-сибирских језика). Језик је такође обогаћен многим монголским позајмицама.

## Писмо
Постоје 4 фазе у историји јакутског писања:
- пре почетка 1920-их - писање на бази ћирилице;
- 1917-1929 - Новгородовско писање, засновано на латиничном писму;
- 1929-1939 година - обједињена абецеда на латинској основи;
- од 1939. - писање на бази ћирилице.

Данас, на јакутском језику, користи се ћирилична абецеда, која садржи читаву руску абецеду, плус пет додатних слова: Ҕҕ, Ҥҥ, Өө, Һһ, Үү и два диграфа: Дь дь, Нь нь. Такође се користе 4 дифтонга: уо, ыа, иэ, үө (они нису део абецеде).
| А а | Б б | В в | Г г | Ҕ ҕ | Д д | Дь дь | Е е | Ё ё   | Ж ж |
| З з | И и | Й й | К к | Л л | М м | Н н   | Ҥ ҥ | Нь нь | О о |
| Ө ө | П п | Р р | С с | Һ һ | Т т | У у   | Ү ү | Ф ф   | Х х |
| Ц ц | Ч ч | Ш ш | Щ щ | Ъ ъ | Ы ы | Ь ь   | Э э | Ю ю   | Я я |